# شهرستان ژنپینگ (استان هنان)
شهرستان ژنپینگ (به انگلیسی: Zhenping County) یک شهرستان در چین است که در نانیانگ واقع شده‌است.